# Université Évry Paris-Saclay
L'université Évry Paris Saclay, est une université française créée en 1991, située dans le département de l'Essonne. Elle est l'une des deux universités membres associés de l'université Paris-Saclay.
Implantée principalement dans les villes d'Évry-Courcouronnes, de Brétigny-sur-Orge et de Juvisy-sur-Orge, elle dispose d’un total de cinq unités de formation et de recherche (UFR), d'un institut universitaire de technologie (IUT) et d'un institut national supérieur du professorat et de l'éducation (Inspe) de l'académie de Versailles. Située à l'est du pôle technologique de Paris-Saclay, c'est l'une des cinq universités de l'académie de Versailles.
Comme l’autre université membre associé, elle devrait évoluer vers un statut d’« université intégrée » de l'université Paris-Saclay d’ici 2025.

## Historique
Le 22 juillet 1991, l'université d'Évry-Val-d'Essonne est créée par décret publié au Journal officiel dans le cadre des universités nouvelles à partir d'implantations universitaires plus anciennes.
En janvier 2007, l'établissement décide de participer au pôle de recherche et d’enseignement supérieur UniverSud Paris.
En janvier 2011, l'université d'Évry accède aux « compétences élargies »[réf. nécessaire].
Début 2017, les conseils de la COMUE Université Paris-Saclay ont voté en faveur de son statut de membre de plein droit de la communauté d'universités et d'établissements.
Le 1er janvier 2020, l'université Paris-Saclay est officiellement créée à la suite de la publication au Journal officiel du décret de création de la nouvelle université le 5 novembre 2019. La communauté d'universités et d'établissements Paris-Saclay et l'université Paris-Sud sont supprimées au profit de l'université Paris-Saclay, à laquelle l'université d'Évry devient membre associé.

### Historique des présidents
| Identité                                      | Période | Période          | Durée         |
| Identité                                      | Début   | Fin              | Durée         |
| --------------------------------------------- | ------- | ---------------- | ------------- |
| Par intérim : Michel Fayard (d) (1928 - 2014) | 1991    | 1996             | 5 ans         |
| Bernard Chappey (d)                           | 1997    | 2002             | 5 ans         |
| Daniel André (d) (né en 1946)                 | 2002    | 2006             | 4 ans         |
| Richard Messina (d)                           | 2006    | 2011             | 5 ans         |
| Par intérim : Alain Zozime (d)                | 2011    | 2011             | moins d’un an |
| Philippe Houdy (d) (né en 1957)               | 2012    | 2014 (démission) | 2 ans         |
| Par intérim : Michel Guillard (d)             | 2014    | 2015             | 1 an          |
| Patrick Curmi (d) (né en 1959)                | 2015    | 2023             | 8 ans         |
| Vincent Bouhier (d) (né en 1973)              | 2023    | En cours         | 2 ans         |

## Composantes
L'université Évry Paris-Saclay est constituée de cinq unités de formation et de recherche (UFR), d'un institut universitaire de technologie (IUT) et d'un institut national supérieur du professorat et de l'éducation (Inspe).

### Unités de formation et de recherche
- UFR droit et sciences politiques.
- UFR sciences de l'homme et de la société : économie, gestion, administration économique et sociale (AES), histoire et sociologie.
- UFR langues, arts et musique : arts, musique et langues étrangères appliquées.
- UFR sciences fondamentales et appliquées : biologie, chimie, informatique, mathématiques, physique et sciences et techniques des activités physiques et sportives.
- UFR sciences et technologies : aéronautique, automobile, électronique, informatique industrielle, mécanique et génie, mécanique, productique, robotique et design industriel.

### Institut universitaire de technologie
- Techniques de commercialisation (TC) : IUT d'Évry et IUT de Juvisy-sur-Orge.
- Génie thermique et énergie  (GTE) : IUT de Brétigny-sur-Orge.
- Gestion des entreprises et des administrations (GEA) : IUT de Brétigny-sur-Orge
- Génie mécanique et productique  (GMP) : IUT d'Évry.
- Management de la Logistique et des Transports (MLT) : IUT d'Évry.
- Génie électrique et informatique industrielle (GEII) : IUT d'Évry.
- Sciences et génie des matériaux  (SGM) : IUT d'Évry.
- Qualité, logistique industrielle et organisation (QLIO) : IUT d'Évry.

## Implantations
(mars 2021).

### Bâtiments à Évry-Courcouronnes
La plupart des sites de l'université sont regroupés au sein d'un campus dans le centre-ville d'Évry-Courcouronnes :
- le bâtiment des premiers cycles, rue Pierre-Bérégovoy ;
- la bibliothèque universitaire, rue André-Lalande ;
- le bâtiment Maupertuis, rue du Père-Jarlan ;
- le bâtiment Île-de-France, boulevard François-Mitterrand ;
- le bâtiment Facteur-Cheval, rue du Facteur-Cheval ;
- l'institut de biologie génétique et bio-informatique, boulevard de France ;
- l'IUT site Roméro, cours Monseigneur-Roméro ;
- le bâtiment Pelvoux, rue Pelvoux ;
- l'espace Prep'Avenir, cours Blaise-Pascal ;
- l'espace pédagogique (l'émulateur), cours Blaise-Pascal[25].

Sélection de vues des bâtiments de l'université.
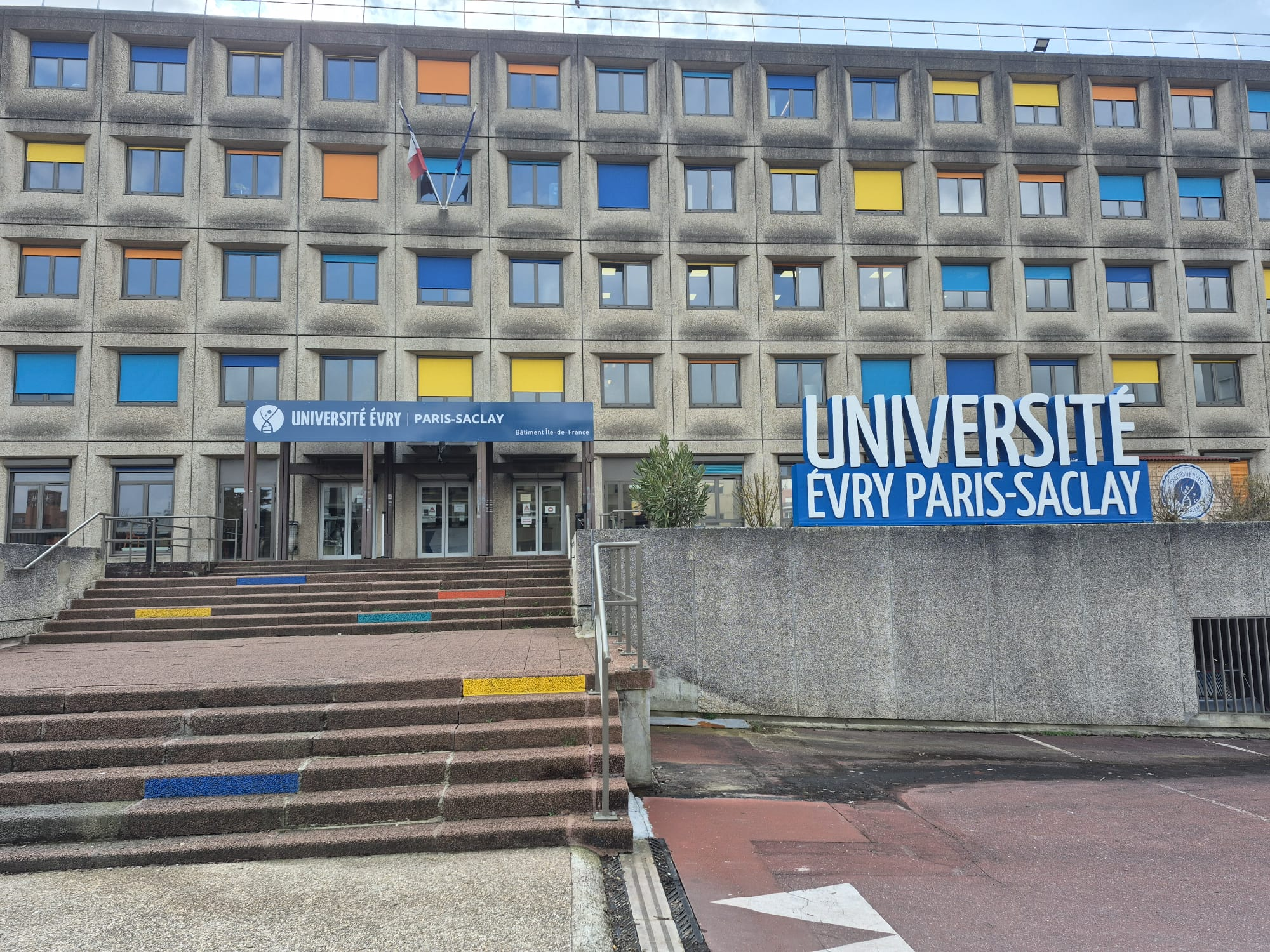
Bâtiment IDF, bâtiment de l'administration centrale
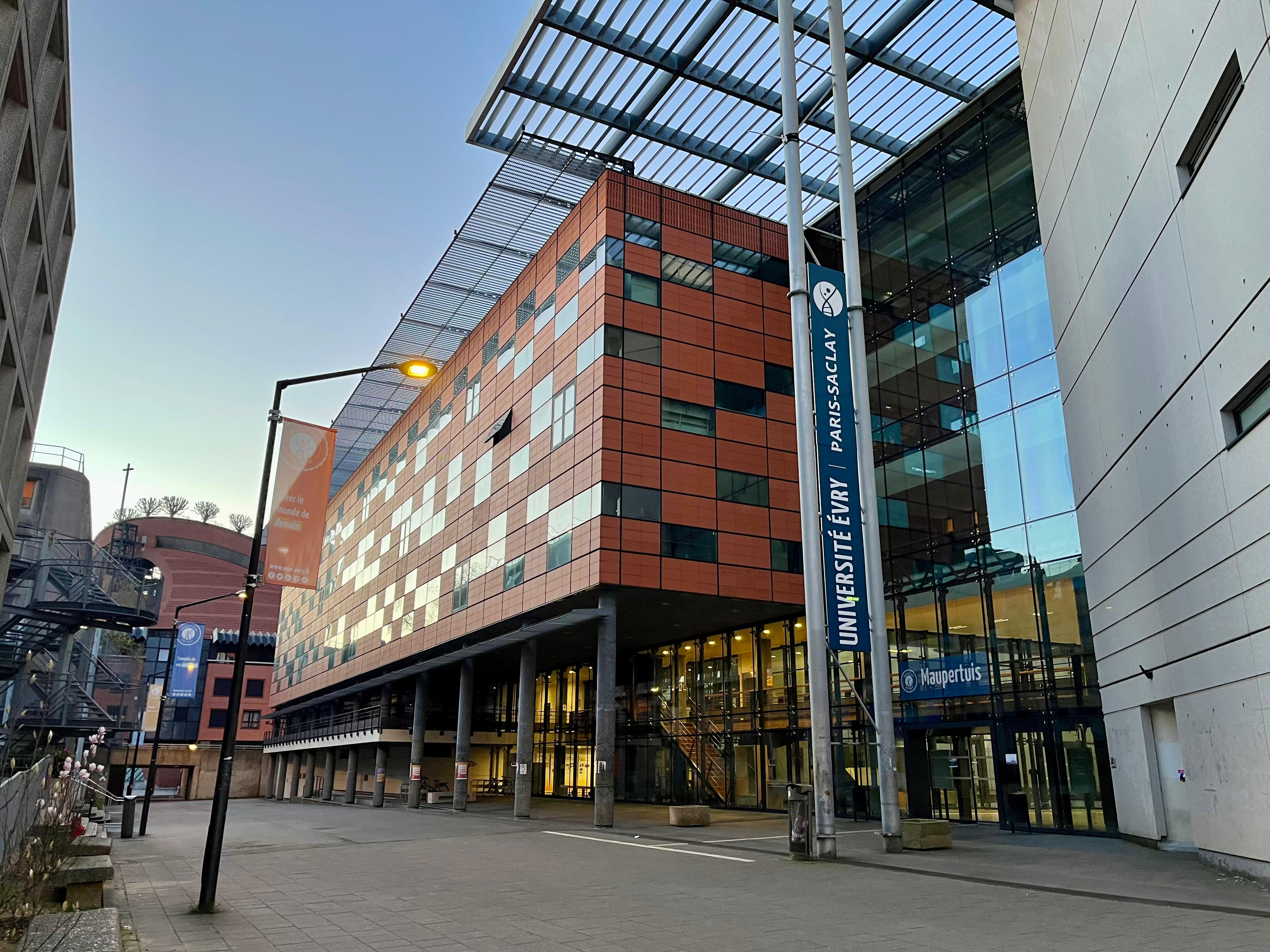
Bâtiment Maupertuis
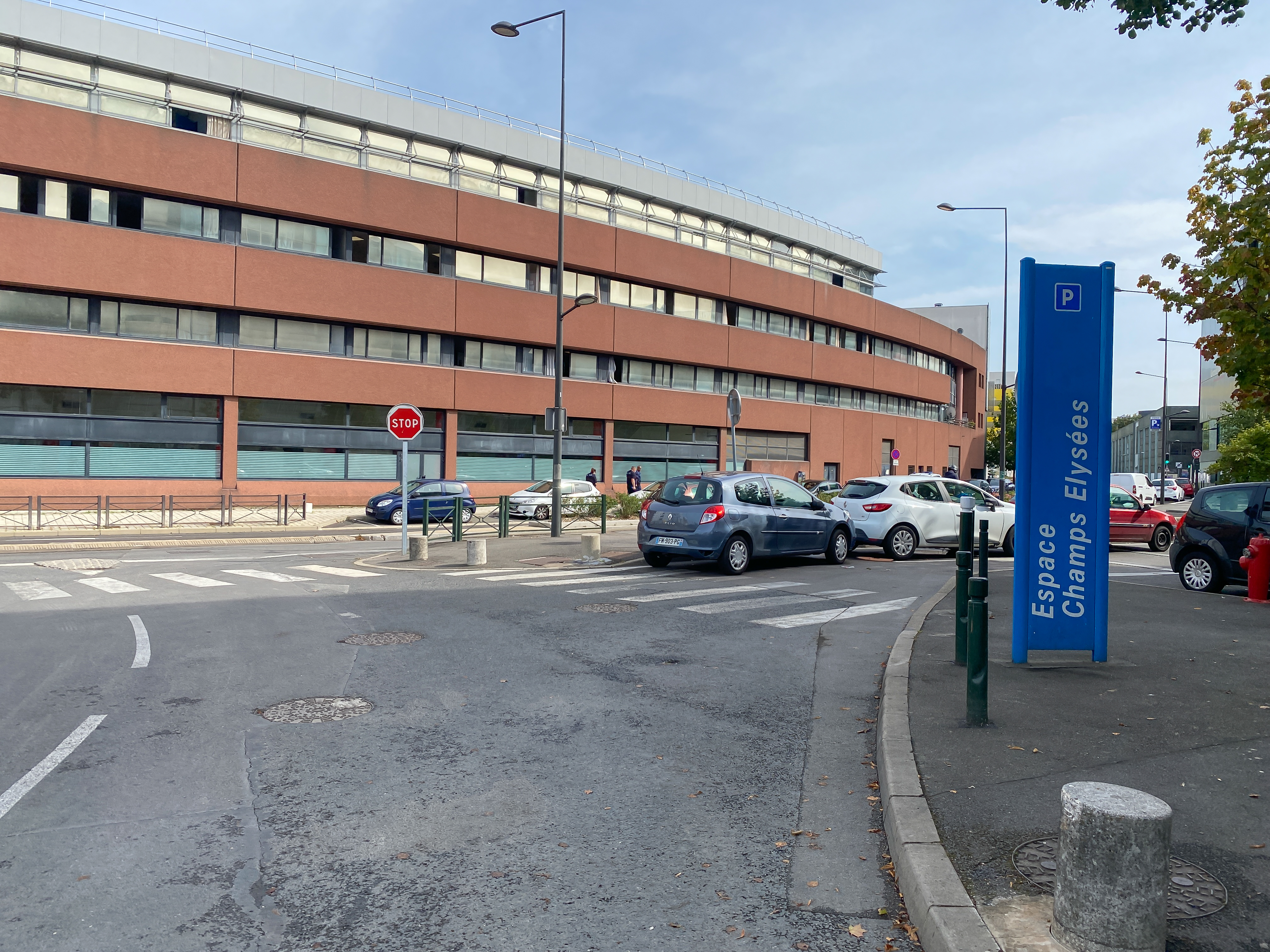
Le bâtiment des premiers cycles.
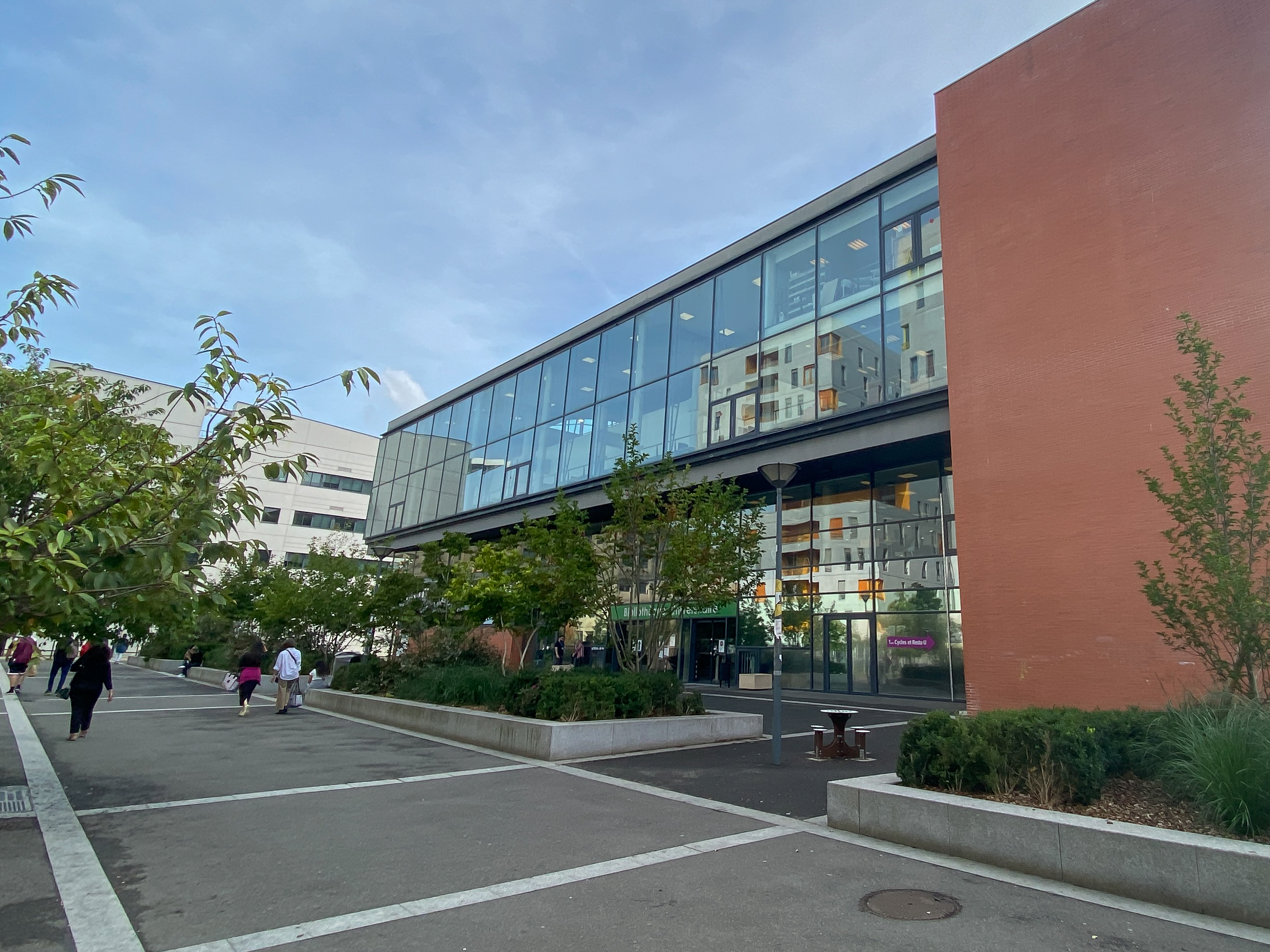
La bibliothèque universitaire.
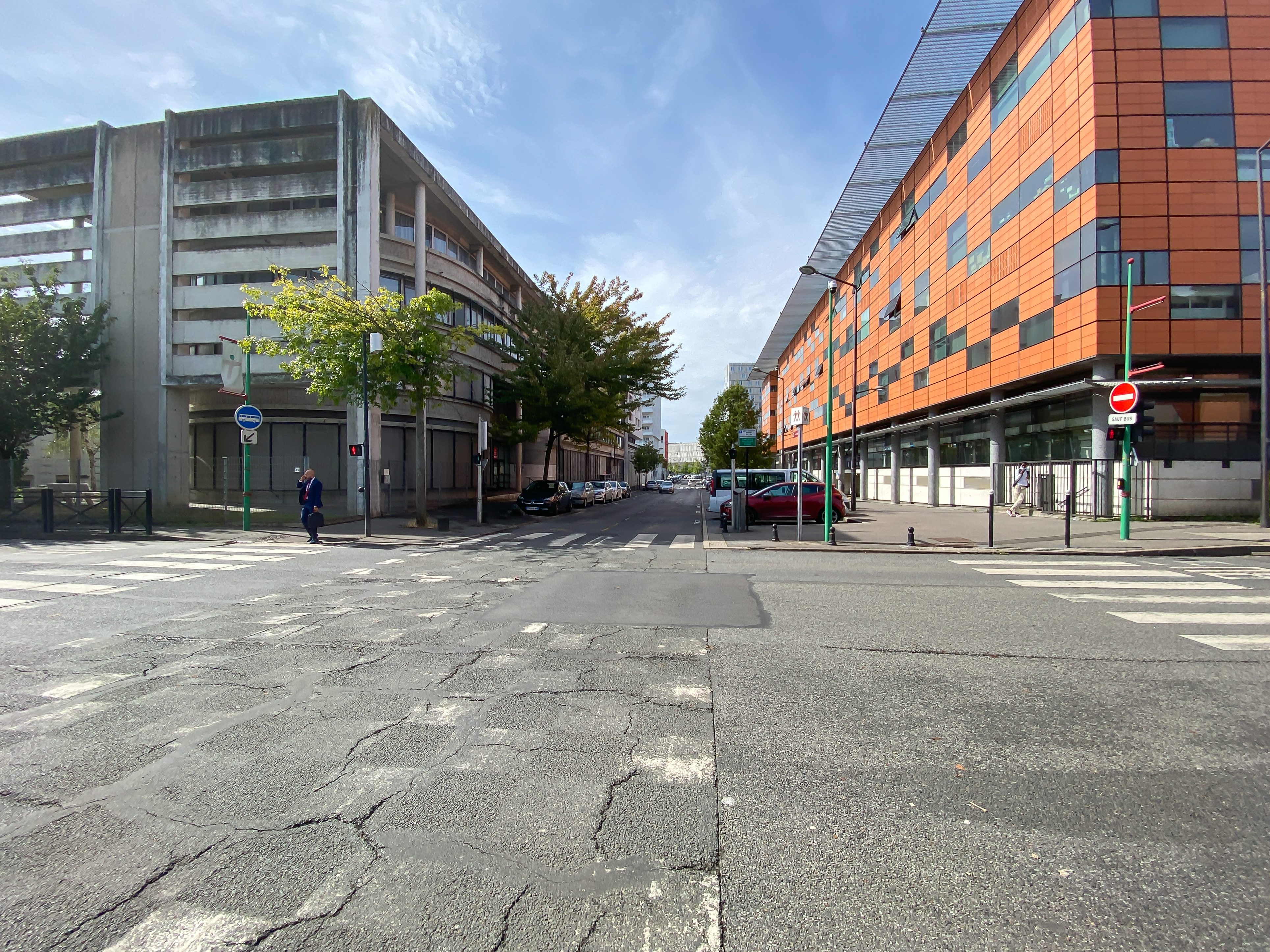
L'IUT et le bâtiment Maupertuis.

#### Décoration des bâtiments
En septembre 2022, quatre tapisseries monumentales de Jacques Despierre (Optique et lyophilisation), Michel Seuphor (Comme une musique), Gustave Singier (Soleil et sable) et Raoul Ubac (Torse rouge étendu), tissées en 1973 à Aubusson dans le cadre du 1 % artistique pour la faculté de pharmacie de Chatenay-Malabry et ayant fait l'objet d'un don à l’université d’Évry, y sont réinstallées dans le hall du bâtiment Maupertuis.

### Bâtiments dans les villes alentour
L'université comporte également deux sites hors Évry-Courcouronnes :
- IUT site Brétigny : chemin de la Tuilerie, à Brétigny-sur-Orge ;
- IUT site Juvisy : 6A, rue Piver, Parc de la Mairie, à Juvisy-sur-Orge.

#### Fonds documentaire
La bibliothèque universitaire dispose de plus de 135 000 documents : livres, revues, thèses, documents audiovisuels et sonores, cartes de géographie, partitions. Les salles de lecture offrent 750 places assises réparties sur les quatre niveaux de la bibliothèque :
- rez-de-chaussée : point presse, beaux-arts et arts du spectacle, salon Mots'Art, salle de formation, salle de soutenance des thèses ;
- 1er étage : droit et sciences politiques, espace audiovisuel, service des thèses, service de prêts entre bibliothèques ;
- 2e étage : sciences humaines et sociales : histoire, géographie, sociologie, littérature, langues, philosophie, cartothèque, salles de travail en groupe ;
- 3e étage : sciences et techniques, sports.

## Recherche
L'université d'Évry comporte 17 laboratoires spécialisés notamment dans les domaines de la recherche de pointe en sciences exactes comme la génomique et la post-génomique, les mathématiques appliquées, l'informatique, les sciences et technologies de l'information et de la communication (STIC) ainsi que les sciences et technologies pour l'espace, la robotique ou les véhicules autonomes, aériens et terrestres :
- sciences humaines et sociales :
  - institutions et dynamiques historiques de l’économie & de la société (idhe.s - évry) ;
  - centre Pierre-Naville (CPN) ;
  - synergies langues, arts, musique (SLAM) ;
  - centre de recherche Léon-Duguit (CRLD) ;
  - laboratoire en innovation, technologies, économie & management (LITEM) ;
  - centre d'études des politiques économiques (EPEE) ;
- sciences du vivant :
  - laboratoire de biologie de l'exercice pour la performance et la santé (LBEPS) ;
  - structure activité des biomolécules normales et pathologiques (SABNP) ;
  - laboratoire analyse et modélisation pour la biologie et l'environnement (LAMBE) ;
  - laboratoire des plantes de Paris-Saclay (IPS2) ;
  - institut des cellules souches pour le traitement et l'étude des maladies monogéniques (I-Stem) ;
  - approches génétiques intégrées et nouvelles thérapies pour les maladies rares (Integrare) ;
  - laboratoire de recherche européen pour la polyarthrite rhumatoïde (Genhotel) ;
  - génomique métabolique (GM) ;
- sciences exactes :
  - informatique, biologie intégrative et systèmes complexes (IBISC) ;
  - laboratoire de mécanique et d'énergétique d'Évry (LMEE) ;
  - laboratoire de mathématiques et de modélisation d'Évry (LAMME).

## Relations internationales
L'université a tissé des liens avec de nombreux établissements d’enseignement supérieur[Lesquels ?] à travers le monde. Ces accords concernent aussi bien des échanges d’étudiants que de professeurs ou de chercheurs[réf. nécessaire].
L'université d'Évry est membre des programmes d'échanges : Erasmus+(Europe), MICEFA (États-Unis), BCI (Québec), conventions bilatérales.

## Identité visuelle
L'université Évry Paris-SAclay utilise actuellement le logo suivant :

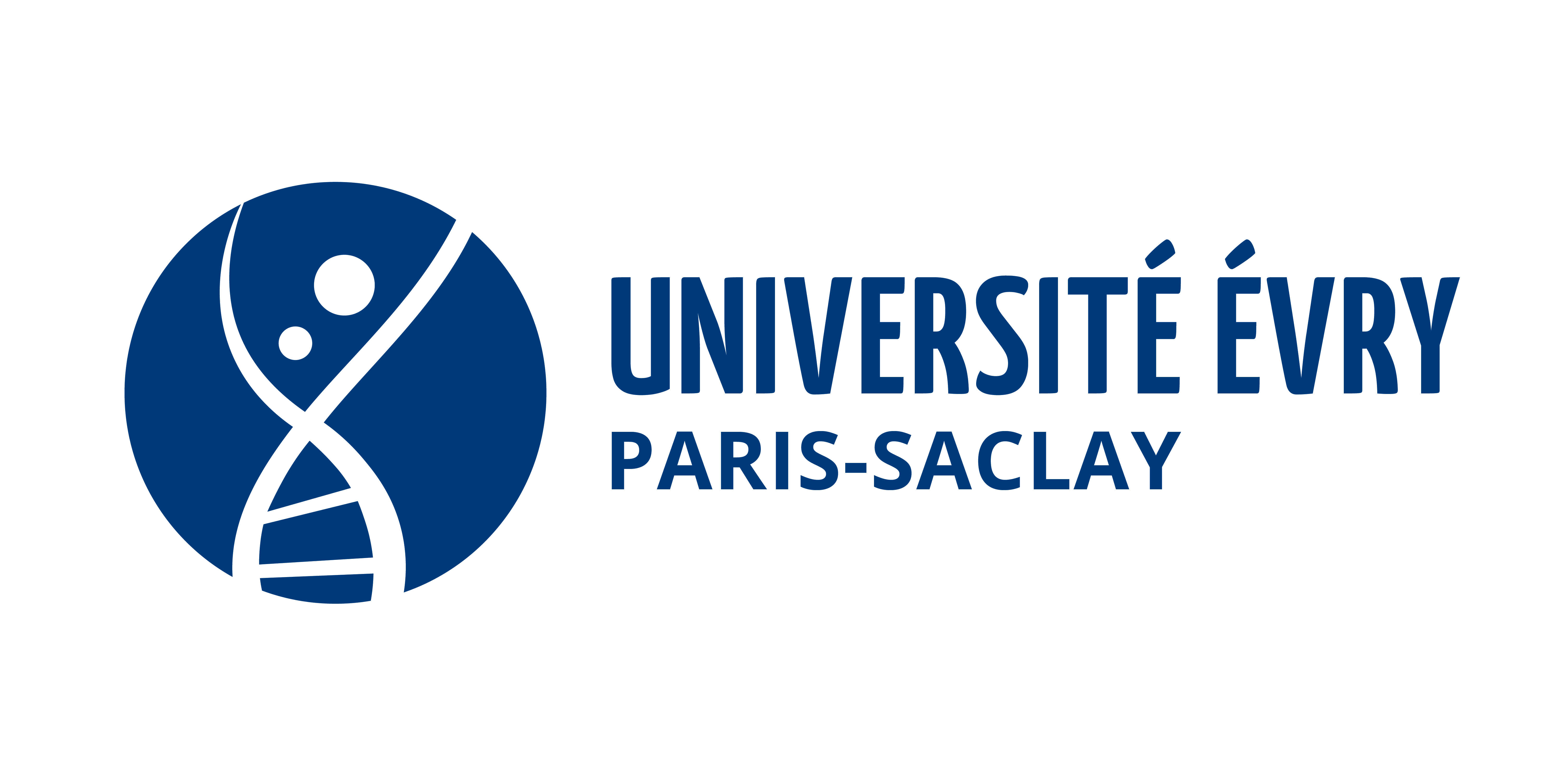
Logo actuel de l'université.

Auparavant, l'université utilisait une version plus complexe :

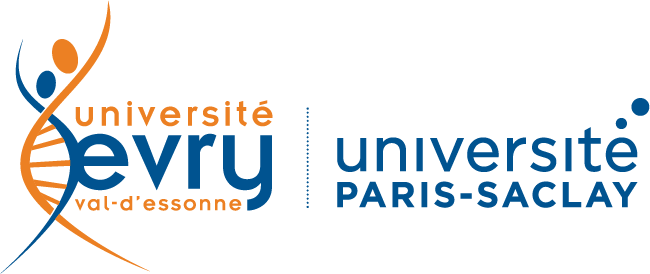
Ancien logo de l'université d'Évry-Val d'Essonne.

Bien avant cela, l'université utilisait un tout autre logo :

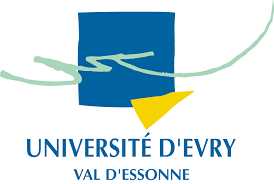
Ancien logo de l'université.

## Vie étudiante

### Évolution démographique
| 1993  | 1995  | 1998  | 1999  | 2000  | 2001   | 2002   | 2003    |
| ----- | ----- | ----- | ----- | ----- | ------ | ------ | ------- |
| 4 191 | 6 081 | 8 065 | 8 626 | 9 117 | 9 267, | 9 730, | 10 111, |

| 2004   | 2005   | 2006  | 2007  | 2008  | 2009  | 2010  | 2011  |
| ------ | ------ | ----- | ----- | ----- | ----- | ----- | ----- |
| 10 224 | 10 153 | 9 935 | 9 433 | 8 484 | 9 287 | 9 534 | 9 685 |

| 2012  | 2013  | 2014  | 2015  | 2016  | 2017  | 2018  | 2019  |
| ----- | ----- | ----- | ----- | ----- | ----- | ----- | ----- |
| 9 462 | 8 945 | 9 205 | 9 800 | 8 581 | 9 024 | 9 433 | 9 644 |

| 2020  | 2021  | 2022  | - | - | - | - | - |
| ----- | ----- | ----- | - | - | - | - | - |
| 7 274 | 7 089 | 6 458 | - | - | - | - | - |

## Personnalités liées à l'université

### Enseignants
- Michel Caboche, biologiste végétal, membre de l'Académie des sciences
- Olivier Le Cour Grandmaison, politologue, membre du Conseil national des universités
- Karine Saporta, chorégraphe
- Véronique Billat, physiologiste

### Étudiants
- Fakear, auteur-compositeur et musicien français de musique électronique[44].
- Elyes Fakhfakh, ancien chef du gouvernement tunisien[réf. nécessaire]
- Alice Diop, auteure, réalisatrice
- Raphaël Haumont, physico-chimiste français.